# Physiothérapie de Cyriax
La physiothérapie de Cyriax consiste en l’association immédiate de massage transversal profond au niveau de la région de l'épicondyle latéral du coude et d’étirements de la zone massée selon la manœuvre de Mills. 

## Utilisation
Elle est utilisée dans le traitement de l'épicondylite latérale du coude, afin de maintenir la mobilité articulaire de celui-ci voire de la restaurer ou de prévenir sa perte. Elle permet aussi de traiter la douleur associée à cette pathologie par l'obtention d'un effet analgésique. Cette technique a été décrite par James Cyriax dans les années 1930 et nécessite actuellement des études approfondies afin de pouvoir conclure sur son efficacité.
La prise en charge débute par une étape de palpation afin de déterminer avec exactitude la source de douleur chez le patient. Il s’ensuit un massage transversal profond de cette zone pendant une période avoisinant les 10 minutes, jusqu’à sensation d’engourdissement. Les étirements sont réalisés immédiatement après.
Cette opération est à répéter 2 à 3 fois par semaine lors du premier mois de traitement puis 1 à 2 fois par semaine par la suite, tout en respectant l’intervalle minimum de deux jours entre deux séances. 

## Massage transversal profond

### Principe
Dans le cadre du traitement de l’épicondylite latérale, le massage transversal profond doit être réalisé dans une position entraînant l’étirement des tendons des muscles épicondyliens latéraux. 
Le praticien réalise un massage en profondeur à l’aide d’un ou de plusieurs de ses doigts, à l’endroit précis où la douleur se fait sentir.
Cette zone douloureuse doit être massée de manière transversale.
La peau du patient doit accompagner le mouvement réalisé par les doigts du praticien. Cela permet d’éviter d’endommager la peau du patient lors du soin.
La pression et le rythme du massage doivent être adaptés et constants pendant toute la durée de la séance (il faut à la fois rester dans un seuil de douleur acceptable par le patient et obtenir une action efficace).
La séance se termine après avoir atteint une diminution de la douleur locale, accompagnée d’une sensation d’engourdissement. Ainsi la durée d’une séance peut aller de quelques minutes à un quart d’heure.

### Action
- Effet antalgique[7] grâce à un effet hyperémiant mécanique, permettant d’évacuer les métabolites responsables de la douleur[8] et d’augmenter la réparation du tendon par un apport accru en oxygène[9].
- Prévention et réduction des adhérences fibreuses associées à une mauvaise cicatrisation tendineuse[3].
- Permet une prolifération des fibroblastes augmentant de manière significative la production de collagène[8].

### Contre-indications
- Infections.
- Hygroma (bursite)[5].
- Ossification/calcification des tissus mous.
- Patient sous anti-coagulants.
- Maladies cutanées.
- Psoriasis[5].
- Hématome important au niveau de la zone traitée.

## Manœuvre de Mills

### Principe
Réalisée directement après le massage transverse profond, c’est une technique passive, permettant la rupture des adhésions tendineuses.
Le patient est assis sur une chaise et le praticien se tient derrière lui. La manœuvre de Mill étire le membre supérieur dans une position d’épaule en rotation médiale et à 90° d’abduction, d’extension de coude, de flexion de poignet et d’avant-bras en pronation. Cette position particulière garantit un étirement optimal des insertions tendineuses se trouvant aux alentours de l’épicondyle latéral en diminuant les forces de poussée au niveau de l’articulation huméro-ulnaire afin de maximiser les effets de la méthode dans la zone proche de l’articulation huméro-radiale.
Le mouvement est de faible amplitude et a une vitesse d’exécution élevée (c’est d’ailleurs pourquoi cette manipulation peut s’avérer traumatisante pour l’articulation du coude). 
Le praticien utilise une main pour maintenir le membre supérieur du patient dans la position adéquate et réaliser le mouvement, tandis que de l'autre main il palpe l'épicondyle latéral du patient. 

### Action
- Redonne de la mobilité en rompant les adhérences cicatricielles grâce à l’étirement de la cicatrice[5].
- Effet antalgique.

### Contre-indications
- Douleurs lors de l’extension du coude.
- Polyarthrite rhumatoïde[5].
- Extension passive du coude limitée. En cas de non extension complète la manipulation répartit davantage les forces de poussée au niveau de l’articulation du coude et non au niveau des tendons épicondyliens latéraux[1], ce qui entraîne une mauvaise exécution de la technique et fait souffrir l'articulation du coude.